# واندا ساندون
واندا ساندون (ایتالیایی: Wanda Sandon؛ زادهٔ ۱ اکتبر ۱۹۵۲) بازیکن زن بسکتبال اهل ایتالیا بود. وی در بازی‌های المپیک تابستانی ۱۹۸۰ شرکت کرده‌است.